# Austroleptis
Austroleptis Hardy, 1920, è un genere di Insetti dell'ordine dei Ditteri (Brachycera: Tabanomorpha). Tradizionalmente incluso nella famiglia dei Rhagionidae, attualmente la collocazione tassonomica di questo genere è controversa fra il mantenimento nella suddetta famiglia o la separazione in un taxon autonomo, elevato al rango di famiglia con il nome Austroleptidae.

## Descrizione
Gli Austroleptis sono insetti di piccole dimensioni, con corpo delicato e lungo 3,5-5 mm, più scuro nei maschi. Hanno torace convesso, zampe relativamente brevi e ali ampie. Carattere di una certa importanza è la struttura annulata del flagello nelle antenne, identificando questo genere come uno dei più primitivi nell'ambito dei Rhagionidae sensu lato.

## Sistematica e diffusione
Tradizionalmente il genere Austroleptis è incluso nella famiglia dei Rhagionidae. Nel 1982, NAGATOMI revisionò questa famiglia e articolò la sua suddivisione interna definendo tre sottofamiglie, fra le quali quella degli Austroleptinae, comprendente il solo genere Austroleptis. Nel 2001, STUCKENBERG proposte la separazione delle tre sottofamiglie definite da NAGATOMI in tre famiglie distinte: Rhagionidae sensu stricto, Spaniidae e Austroleptidae. La revisione di STUCKENBERG si basa su criteri fondamentalmente morfologici, tuttavia non trova pieno supporto dall'analisi cladistica nei lavori eseguiti da altri Autori negli anni immediatamente precedenti.
La conoscenza sulle relazioni filogenetiche interne alla famiglia dei Rhagionidae sensu lato non è ancora in grado di avvalorare o smentire la revisione di STUCKENBERG, perciò ancora oggi coesistono due differenti inquadramenti tassonomici: il primo include il genere Austroleptis in un'estensione della famiglia dei Rhagionidae, il secondo lo separa in una famiglia autonoma.
Al suo interno, il genere Austroleptis comprende otto specie a distribuzione circumantartica, con otto specie presenti nella regione neotropicale e tre nella regione australasiana. Le specie neotropicali, tutte endemiche del Cile, sono le seguenti:
- Austroleptis atrata
- Austroleptis atriceps
- Austroleptis breviflagella
- Austroleptis fulviceps
- Austroleptis penai

Le specie australasiane sono invece localizzate nell'Australia sudorientale, con l'eccezione di A. multimaculata, segnalata in Tasmania:
- Austroleptis collessi
- Austroleptis multimaculata
- Austroleptis rhyphoides

Non si conoscono specie fossili appartenenti a questa famiglia; la distribuzione circumantartica, caratterizzata dalla presenza nel sudovest australiano e nel sud del Cile, accompagnata dall'assenza nella Nuova Zelanda, è tipica di una disgiunzione avvenuta nell'ultima fase di smembramento del Gondwana e successiva al tardo Cretaceo, ovvero dopo la separazione della Zealandia dal blocco australiano. Questi elementi potrebbero far ritenere che l'origine della famiglia risalga al Cenozoico o, al massimo, alla fine del Cretaceo; d'altra parte Austroleptis sarebbe il clade più primitivo correlato al resto dei Tabanomorpha e, quindi, dovrebbe avere un'origine più antica tale da inserirlo fra i taxa gondwaniani a tutti gli effetti, con un'evoluzione iniziata presumibilmente fra il Giurassico e il Cretaceo.